# Каллауровичский сельсовет
Каллау́ровичский се́льсовет (белор. Калаву́равіцкі сельсавет; до 1973 года — Кочановичский) — административная единица Пинского района Брестской области Беларуси. Административный центр — деревня Каллауровичи.

## История
Образован 12 октября 1940 года как Кочановичский сельсовет в составе Пинского района Пинской области БССР. Центр-деревня Качановичи. С 8 января 1954 года в Брестской области. 17 апреля 1959 года деревни Кривичи, Курадово I и Курадово II переданы в состав Лемешевичского сельсовета. 16 апреля 1973 переименован в Каллауровичский, центр перенесён в деревню Каллауровичи. 15 апреля 1985 года в состав Парахонского сельсовета передана деревня Молодельчицы. 21 марта 1988 года к сельсовету присоединена часть территории упразднённого Березцовского сельсовета с деревней Гольцы

## Состав
В состав сельсовета входят следующие населённые пункты:
- Гольцы — деревня
- Каллауровичи — деревня
- Качановичи — деревня
- Кудричи — деревня
- Особовичи — деревня
- Площево — деревня
- Поросцы — деревня